# اروین بالز
اروین بالز (انگلیسی: Erwin Bälz; ۱۳ ژانویهٔ ۱۸۴۹ – ۳۱ اوت ۱۹۱۳) پزشک، انسان‌شناس، و استاد دانشگاه اهل آلمان بود.